# Monetazione di Alba Fucens
La monetazione di Alba Fucens riguarda le monete coniate a Alba Fucens, una città del Latium adiectum che è collocata nel contemporaneo Abruzzo, a circa sette chilometri a nord di Avezzano.

## Catalogazione
Esiste uno studio di Attilio Stazio, specifico per le monete di Alba Fucens, pubblicato nel 1956 negli Annali dell'Istituto Italiano di Numismatica (AIIN) dal titolo La monetazione argentea di Alba Fucens. Le monete sono numerate da 1 a 6. Si trova un riferimento del tipo "Stazio" seguito dal numero.
Più diffuso è Historia Numorum - Italy, un testo pubblicato in Gran Bretagna nel 2001 a cura di un gruppo di numismatici coordinato da Keith N. Rutter. Le monete sono elencate in cingue tipi, da 240 a 244. Nei cataloghi si trova un riferimento del tipo "HN" o "HN Italy" seguito dal numero.
Un altro testo, usato più raramente è quello di Arthur Sambon, uno studioso di origine francese e attivo in Italia, dal titolo Les monnaies antiques de l'Italie, uscito a Parigi nel 1903. Le monete di Alba Fucens vi sono elencate dal 160 al 163. Il riferimento è Sambon e numero.
Altre fonti di catalogazione sono le Sylloge Nummorum Graecorum. In genere sono usate le più recenti o più diffuse, come quella dell'American Numismatic Society, quella di Copenaghen e quella di Francia. Nei cataloghi si trova un'indicazione abbreviata della Sylloge, del tipo "ANS", "Cop.", "France" , seguita dal numero della moneta raffigurata.

## Contesto storico
Ad Alba Fucens fu dedotta nel 304 o 303 a.C. una colonia di diritto latino, con l'obbiettivo di controllare la via Tiburtina Valeria, che era stata prolungata oltre Tibur.
Secondo Crawford, le coniazioni di Alba Fucens, assieme a quelle di Norba e Signia, sono datate verso il 280-275 a.C. e da collegare al pagamento delle truppe durante le guerre contro Pirro.

## Contesto numismatico
L'attribuzione delle monete con la legenda ALBA a questo centro, tra i vari che avevano in antichità il nome di Alba, è precedente a Eckhel, che annotava come i vari autori, da lui analizzati, fossero d'accordo nell'attribuzione delle monete a questo centro.
(Eckhel, Doctrina nvmorvm vetervm..., p. 100, Vienna, 1792-98.)

## Monete
Le monete coniate sono esclusivamente frazioni di dracme, sono d'argento, e recano l'etnico in alfabeto latino. Due tipi, forse emessi in seguito, sono anepigrafi. L'esposizione segue l'ordine inverso del valore.

### Diobolo
Al dritto è raffigurata la testa di Mercurio, volta a destra che indossa un petaso alato. Al rovescio c'è un grifone in volo verso destra; sotto l'etnico ALBA. Questa moneta è catalogata come Stazio 1, HN Italy 240, Sambon 160.
Il peso, secondo Rutter varia tra 0,85 e 1,25 g.

### Oboli
Sono note tre varianti che presentano tutte il tipo Minerva / Aquila.
Nella prima variante la testa di Minerva, raffigurata al dritto, è volta a destra e l'aquila, che è raffigurata al rovescio, è su un fulmine, volta a destra, mentre la testa è volta indietro. L'etnico, sempre ALBA, è situato o sopra o a sinistra. La moneta è catalogata come Stazio 2, HN Italy 241 e Sambon 161; i pesi variano tra 0,42 e 0,6 g.
La seconda variante (HN Italy 243) presenta la testa di Minerva, con elmo corinzio, volta o a destra o a sinistra. L'aquila del rovescio è sempre su un fulmine, ma non ha la testa ruotata indietro e ha le ali aperte. La moneta è catalogata anche Stazio 3 e 5, e Sambon 162; i pesi variano tra 0,59 e 0,62 g.
Anche la terza variante è anepigrafa; il dritto presenta sempre lo stesso tipo mentre al rovescio le ali dell'aquila sono chiuse. Le monete sono catalogate come Stazio 4, HN Italy 244 e Sambon 162; il peso variano è circa 0,63 g.

### Emiobolo
L'emiobolo presenta al dritto una figura femminile volta a destra che indossa un berretto frigio.
Al rovescio è raffigurato un delfino e la legenda ALBA con scrittura retrograda.  Questa moneta è catalogata come Stazio 6, HN Italy 242, e manca in Sambon.
Il peso, secondo Rutter è di circa 0,3 g.

## Legende
Le legende sulle monete si riducono al nome della zecca (ALBA). A differenza di altre zecche è riportato il nome della città e non quello degli abitanti.
L'alfabeto usato è quello latino. La differenza rispetto alla grafia moderna è rilevabile nella forma della lettera "L", che una forma arcaica simile a quella della corrispondente lettera etrusca, con il tratto orizzontale volto in alto (). Questa forma è presente in generale nelle epigrafi del periodo repubblicano.

## Pesi
I pesi dei dioboli, secondo gli esemplari citati da Sambon variano da 0,98 (uno degli esemplari della collezione del British Museum) a 1,25 (esemplare di Berlino). Questi dati, sovrapponibili a quelli citati da Rutter, lasciano supporre un valore teorico vicino a 1,2 g per il diobolo che quindi indicherebbero una dracma (cioè 3 dioboli) di 3,6 grammi, molto vicina al piede campano, che usa uno statere dal peso teorico di 7,5 grammi, suddiviso in due dracme.
Il peso degli oboli (0,6 g), e quello dell'emiobolo (0,3 g) sono congrui.
Riportiamo i pesi dei dioboli riferiti da Sambon.
| Collezione   | peso |
| Berlino      | 1,25 |
| "            | 1,18 |
| Londra       | 1,18 |
| "            | 0,98 |
| Glascow      | 1,05 |
| "Maddalena"  | 1,18 |
| Vendita asta | 1,16 |